# Selaginella plana

Selaginella plana är en mosslummerväxtart som först beskrevs av Nicaise Auguste Desvaux och Jean Louis Marie Poiret och som fick sitt nu gällande namn av Georg Hans Emmo Wolfgang Hieronymus.
Selaginella plana ingår i släktet mosslumrar och familjen mosslummerväxter. Inga underarter finns listade i Catalogue of Life.